# Pasquale Sensibile
Pasquale Sensibile (Lecco, 18 settembre 1971) è un dirigente sportivo ed ex calciatore italiano, di ruolo centrocampista.

## Biografia
È figlio di Aldo Sensibile.

## Carriera

### Giocatore
Dal 1988 al 2003 ha disputato 275 partite fra Serie C1 e Serie C2 con diverse squadre, segnando 15 gol nel ruolo di mediano.

### Dirigente
Intrapresa la carriera dirigenziale, il suo primo incarico, nel marzo 2005, è quello di consulente dell'area tecnica dell'Hellas Verona. Divenuto responsabile dell'area tecnica, conclude il rapporto con gli scaligeri l'8 settembre 2006 per entrare nello staff della Juventus, in qualità di capo osservatore. A marzo del 2008 viene licenziato dalla società bianconera.
In estate Walter Sabatini lo porta al Palermo come suo collaboratore. Rimane nella società di Maurizio Zamparini fino al 2009, quando il 18 maggio ha assunto la carica di direttore sportivo del Novara, dopo aver conseguito, il mese precedente, il diploma a Coverciano, per l'abilitazione alla professione di direttore sportivo, con il massimo dei voti.
Con lui nella dirigenza la società viene portata dalla Lega Pro Prima Divisione alla promozione in Serie A, grazie alla vittoria nei play-off della Serie B 2010-2011. Nell'aprile del 2010 aveva rinnovato il contratto fino al 2014.
Dopo essersi rivelato uno dei migliori direttori sportivi della stagione, il 13 giugno 2011 viene ufficializzato come direttore sportivo della Sampdoria retrocessa in Serie B. Un annuncio era stato dato anche il 20 maggio da parte del Novara. La sua prima operazione da dirigente blucerchiato è quella di scegliere come nuovo allenatore della squadra Gianluca Atzori, che verrà poi esonerato in favore di Giuseppe Iachini, abile a condurre la squadra alla promozione. Come rivelato dallo stesso Sensibile, in questa stagione per ben tre volte ha rassegnato le dimissioni respinte dalla società.
Il 17 dicembre 2012, dopo la 17ª giornata del campionato di "A", il tecnico Ciro Ferrara viene esonerato mentre Sensibile rassegna le dimissioni, questa volta accettate dalla società: insieme a lui lascia la Sampdoria anche il suo collaboratore Domenico Teti.
L'11 novembre 2013 firma un contratto di quattro anni con il Mantova, militante in Lega Pro Seconda Divisione, dove assume la carica di direttore sportivo; viene sollevato dall'incarico il 7 aprile 2014, a causa dei risultati negativi della squadra, e risolve consensualmente il contratto il 2 ottobre successivo.
Passa, sempre nel 2014, alla Roma, chiamato da Walter Sabatini come responsabile dello scouting estero della società giallorossa. Il 27 luglio 2016 viene ufficializzato il suo arrivo, come direttore sportivo al Trapani Calcio, dove sostituisce Daniele Faggiano. Il 30 novembre 2016 Pasquale Sensibile viene sollevato dall'incarico di D.S. dalla società granata, poche ore dopo l'esonero di Serse Cosmi.
Il 2 maggio 2017 è ingaggiato dall'Alessandria al posto dell'esonerato Giuseppe Magalini; si lega alla società piemontese con un biennale. Il 20 novembre, con la squadra in piena zona play-out, risolve consensualmente il contratto.
Dal 2018 al 2019 è osservatore della Roma
Il 17 febbraio 2022 viene ufficializzato il suo ingaggio come direttore sportivo dal Galatasaray, rimanendo in carica fino al 20 giugno successivo, quando viene annunciato l'interruzione del rapporto con il club turco. Dal dicembre 2022 è nello staff dirigenziale del Paris Saint Germain

### Agente sportivo
Dal 2019 Sensibile si cancella dall'albo dei dirigenti sportivi e, passato il tempo previsto da regolamento FIGC, diviene agente sportivo e collabora con Federico Pastorello, CEO della P&P Sport Management, come International Relationship Manager occupandosi “della supervisione di tutte le informazioni tecniche relative ai giocatori della scuderia al fine di individuare la collocazione migliore; a questo fine terrà i contatti internazionali con i club".